# 费尔南多·舍费尔
费尔南多·米伦贝格·舍费尔（葡萄牙語：Fernando Muhlenberg Scheffer，1998年4月6日—）生于卡诺阿斯，是一名巴西男子游泳运动员，主攻自由泳。他在大约七岁时开始练习游泳，当时他跟随自己兄弟的脚步开始练习，他和兄弟之间经常互相竞争。15岁时，他离开家乡前往阿雷格里港，加入了当地的游泳俱乐部Grêmio Náutico União，并开始更加认真地训练。2018年，他离开Grêmio Náutico União，并加入Minas体育俱乐部。